# Ko Takahiro
Ko Takahiro (高 宇洋 Kō Takahiro, sinh ngày 20 tháng 4 năm 1998) là một cầu thủ bóng đá người Nhật Bản of Chinese descent. Anh thi đấu cho Gamba Osaka ở J1 League. Anh là con trai của former Chinese international Gao Sheng.

## Sự nghiệp
Ko Takahiro gia nhập câu lạc bộ tại J1 League Gamba Osaka năm 2017.

## Thống kê sự nghiệp
Cập nhật gần đây nhất: 11 tháng 6 năm 2018
| Thành tích câu lạc bộ | Thành tích câu lạc bộ | Thành tích câu lạc bộ | Giải vô địch | Giải vô địch | Cúp                   | Cúp                   | Cúp Liên đoàn | Cúp Liên đoàn | Châu lục | Châu lục  | Khác    | Khác      | Tổng cộng | Tổng cộng |
| Mùa giải              | Câu lạc bộ            | Giải vô địch          | Số trận      | Bàn thắng    | Số trận               | Bàn thắng             | Số trận       | Bàn thắng     | Số trận  | Bàn thắng | Số trận | Bàn thắng | Số trận   | Bàn thắng |
| Nhật Bản              | Nhật Bản              | Nhật Bản              | Giải vô địch | Giải vô địch | Cúp Hoàng đế Nhật Bản | Cúp Hoàng đế Nhật Bản | Cúp Liên đoàn | Cúp Liên đoàn | Châu Á   | Châu Á    |         |           | Tổng cộng | Tổng cộng |
| --------------------- | --------------------- | --------------------- | ------------ | ------------ | --------------------- | --------------------- | ------------- | ------------- | -------- | --------- | ------- | --------- | --------- | --------- |
| 2017                  | Gamba Osaka           | J1                    | 0            | 0            | 0                     | 0                     | 0             | 0             | 0        | 0         | -       | -         | 0         | 0         |
| 2018                  | Gamba Osaka           | J1                    | 0            | 0            | 0                     | 0                     | 0             | 0             | -        | -         | -       | -         | 0         | 0         |
| Tổng cộng sự nghiệp   | Tổng cộng sự nghiệp   | Tổng cộng sự nghiệp   | 0            | 0            | 0                     | 0                     | 0             | 0             | -        | -         | -       | -         | 0         | 0         |

Thành tích đội dự bị
Cập nhật gần đây nhất: 11 tháng 6 năm 2018
| Thành tích câu lạc bộ | Thành tích câu lạc bộ | Thành tích câu lạc bộ | Giải vô địch | Giải vô địch | Tổng cộng | Tổng cộng |
| Mùa giải              | Câu lạc bộ            | Giải vô địch          | Số trận      | Bàn thắng    | Số trận   | Bàn thắng |
| Nhật Bản              | Nhật Bản              | Nhật Bản              | Giải vô địch | Giải vô địch | Tổng cộng | Tổng cộng |
| --------------------- | --------------------- | --------------------- | ------------ | ------------ | --------- | --------- |
| 2017                  | U-23 Gamba Osaka      | J3                    | 28           | 0            | 28        | 0         |
| 2018                  | U-23 Gamba Osaka      | J3                    | 12           | 2            | 12        | 2         |
| Tổng cộng sự nghiệp   | Tổng cộng sự nghiệp   | Tổng cộng sự nghiệp   | 40           | 2            | 40        | 2         |